# Mełno (stacja kolejowa)

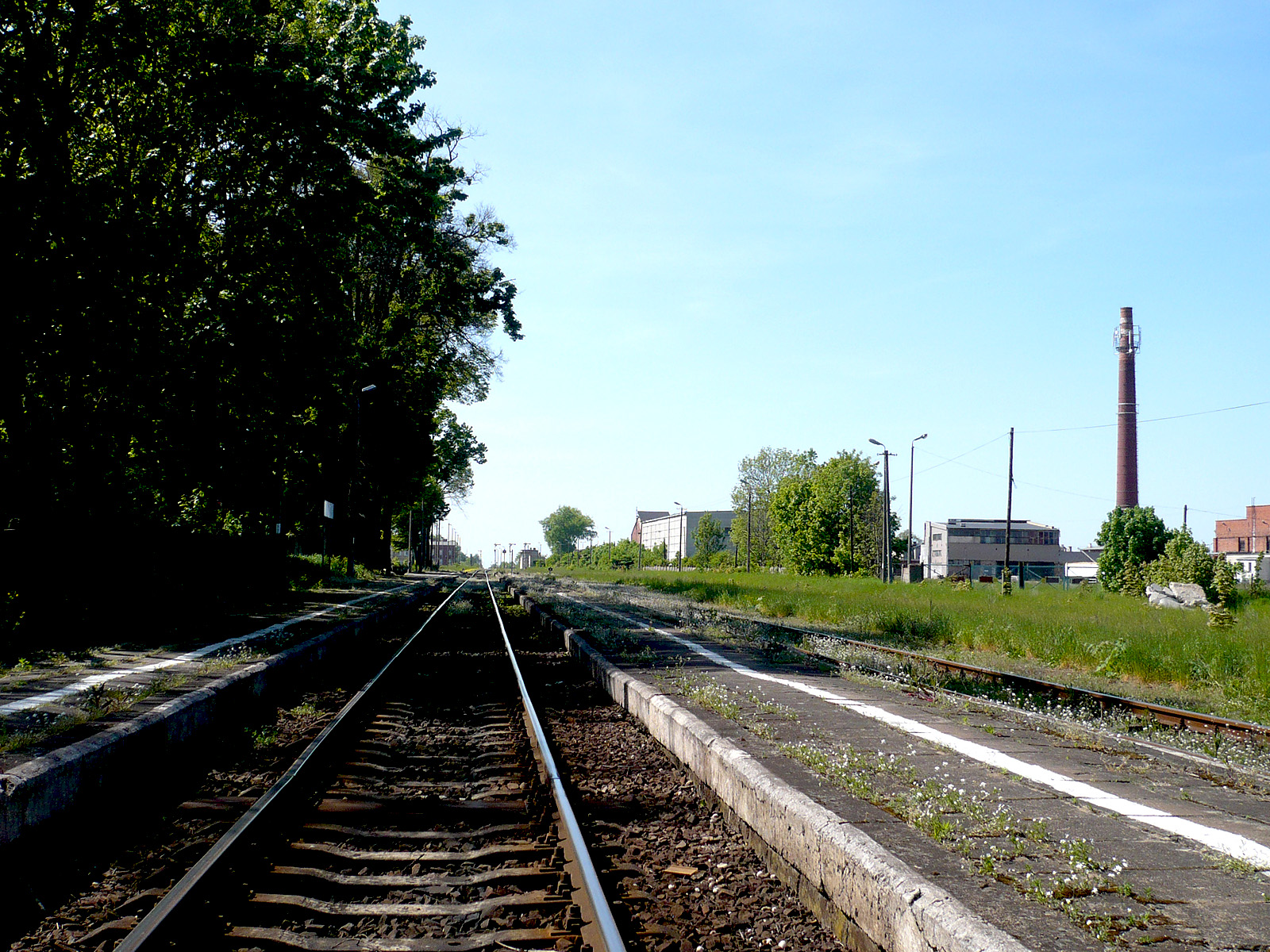
Stacja kolejowa w Mełnie

Mełno – stacja kolejowa w Mełnie, w gminie Gruta, w powiecie grudziądzkim, w województwie kujawsko-pomorskim.

## Ruch pasażerski
| Rok  | Wymiana pasażerska na dobę |
| ---- | -------------------------- |
| 2017 | 100-149                    |
| 2022 | 100-149                    |